# 扎博洛特齊 (佐洛奇夫區)

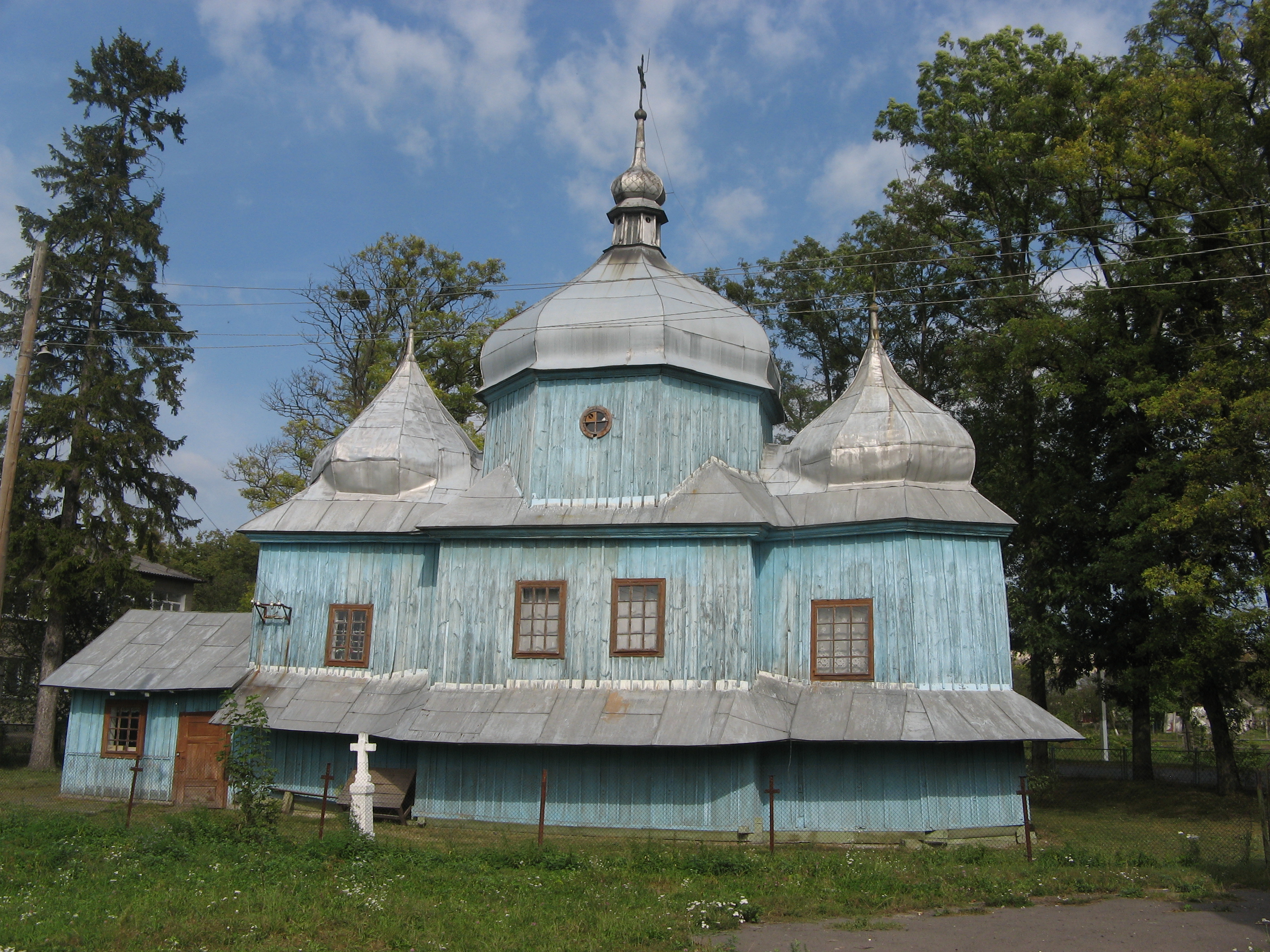
教堂

扎博洛特齊（烏克蘭語：Заболотці），是烏克蘭西部利沃夫州佐洛奇夫區扎博洛特齐市镇内的村落及其行政中心。始建於1494年，面積2.37平方公里，2001年人口948，人口密度每平方公里400人。